# Neckera tetragona
Neckera tetragona là một loài rêu trong họ Neckeraceae. Loài này được (Sw. ex Hedw.) Müll. Hal. mô tả khoa học đầu tiên năm 1850.